# Donald MacBride
Donald MacBride, född 23 juni 1889 (eller 1893) i Brooklyn, New York, död 21 juni 1957 i Los Angeles, Kalifornien, var en amerikansk skådespelare. MacBride medverkade i över 130 filmer åren 1914–1955. Han spelade ofta poliser eller komiska rollfigurer.

## Filmografi, urval
- 1938 – Panik på hotellet
- 1939 – Två ska man vara
- 1940 – Min favorithustru
- 1940 – Nordvästpassagen
- 1941 – Sierra
- 1941 – En förbryllande natt
- 1941 – Min ande på villovägar
- 1941 – Kärlekstokig
- 1941 – Bröllopsdansen
- 1942 – Pass för den blonda!
- 1942 – Glasnyckeln
- 1943 – Vi spioner
- 1945 – Ingen hejd på galenskaperna
- 1945 – Gäckande skuggan tar hem spelet
- 1946 – Hämnarna
- 1946 – Lev livet livat!
- 1946 – Förlåt att jag spökar
- 1947 – Olycksfåglarna i toppform
- 1947 – Ägget och jag
- 1951 – Aj , som katten
- 1955 – Flickan ovanpå